# Torrijo del Campo
Torrijo del Campo és un municipi a la comarca de Jiloca (província de Terol, Aragó)